# Reimers Ekberg
Carl Magnus Reimers Ekberg, född den 6 april 1936 i Stockholm, är en svensk musiker (trumslagare), dansare, skådespelare och tidigare banktjänsteman.

## Biografi
Reimers arbetade under 1960- och 1970-talen med Casinorevyn.
Som musiker är Ekberg bland annat verksam med det egna jazzbandet "Reimers Smokinglirare".
Ekberg har även innehaft ett antal olika förtroendeposter inom Sällskapet Stallbröderna. För detta sällskap har han under det senaste kvartsseklet författat en lång rad snapsvisor, vilka senare sjungits in av bland annat Lasse Berghagen, Claes af Geijerstam, Magnus Härenstam och Björn Skifs på en CD som sällskapet säljer till förmån för välgörande ändamål.

## Filmografi
- 1972 – Firmafesten
- 1975 – Kom till Casino
- 1978 – Chez Nous

## Teater

### Roller (ej komplett)
| År   | Roll    | Produktion                       | Regi            | Teater   |
| ---- | ------- | -------------------------------- | --------------- | -------- |
| 1967 | Musiker | Flickan i Montreal Lars Forssell | Jackie Söderman | Dramaten |

### Fotnoter
1. ↑  ”Reimers Ekberg”. Svensk Filmdatabas. http://www.sfi.se/sv/svensk-filmdatabas/Item/?type=PERSON&itemid=69742&ref=%2ftemplates%2fSwedishFilmSearchResult.aspx%3fid%3d1225%26epslanguage%3dsv%26searchword%3dReimers+Ekberg%26type%3dPerson%26match%3dBegin%26page%3d1%26prom%3dFalse. Läst 5 mars 2013.
2. 1 2  Artikel om "Stallbrödernas snapsvisor" på lokaltidningen.net Arkiverad 3 juli 2007 hämtat från the Wayback Machine.
3. ↑  "Skifs snapsar" i Dala-Demokraten(odaterad; avläst 2008-12-09[död länk]
4. ↑  Presentation av Reimers smokinglirare Arkiverad 11 oktober 2007 hämtat från the Wayback Machine.
5. ↑  Lista över befattningsinnevare på Stallbrödernas hemsida Arkiverad 21 december 2008 hämtat från the Wayback Machine.
6. ↑  "Skifs snapsar" i Dala-Demokraten (odaterad; avläst 2008-12-09[död länk]